# ژورژ دوبی
ژورژ دوبی (انگلیسی: Georges Duby; ۷ اکتبر ۱۹۱۹ – ۳ دسامبر ۱۹۹۶) دانشمند در زمینه قرون وسطی اهل فرانسه بود.
وی همچنین برندهٔ جوایزی همچون لژیون دونور (فرمانده) شده‌است.